# Allophatnus fulvipes
Allophatnus fulvipes là một loài tò vò trong họ Ichneumonidae.